# Pseudopostega tenuifurcata
Pseudopostega tenuifurcata là một loài bướm đêm thuộc họ Opostegidae. Nó được miêu tả bởi Donald R. Davis và Jonas R. Stonis, 2007. Nó được tìm thấy ở a lowland rainforest area ở đông bắc Costa Rica
Chiều dài cánh trước là 2.3–2.5 mm. Con trưởng thành bay từ tháng 1 đến tháng 5.